# Landtag de Salzbourg
17e législature
Chiemseehof
Le Landtag de Salzbourg (en allemand : Salzburger Landtag) est le parlement régional du Land autrichien de Salzbourg. Il siège au Chiemseehof dans le centre historique de la ville de Salzbourg.
Le landtag se compose de 36 membres. La législature est de cinq ans. Les dernières élections ont eu lieu le 23 avril 2023.

## Histoire
Dans l'archevêché de Salzbourg, les domaines de l'État se développent à partir de la fin du XIIIe siècle. La dernière Landstände de l'archevêché de Salzbourg (de) se réunit en 1797. Le 4 octobre 1811, l'État de Salzbourg est dissout par la Bavière. En 1851, le duché de Salzbourg est établi en tant qu'État de la Couronne. Le statut d'État est établi le 20 octobre 1860 et confirmé sous une forme légèrement modifiée l'année suivante avec la Patente de février. Le parlement du Land de Salzbourg est créé en 1861.

## Système électoral
Le Landtag est composé de 36 sièges pourvus pour cinq ans au scrutin proportionnel plurinominal avec listes ouvertes, vote préférentiel et seuil électoral de 5 % dans six circonscriptions plurinominales. Après décompte des suffrages, il est d'abord effectué une répartition provisoire des sièges selon le quotient de Hare. Les sièges sont ensuite répartis selon la méthode D'Hondt à tous les partis ayant franchi le seuil de 5 % des suffrages exprimés à l'échelle du land entier, où obtenus au moins un siège à la pré-répartition. Cette répartition se fait à partir de l'ensemble des voix à l'échelle du land, afin d'assurer la proportionnalité globale entre la part des voix d'un parti et sa part de sièges.

## Siège
Le Chiemseehof est reconstruit pour 7,4 millions d'euros à partir du printemps 2017. La salle de réunion du conseil municipal de l'hôtel de ville de Salzbourg et la résidence de Salzbourg servent de bâtiments intérimaires pour les sessions du parlement du Land. La rénovation est achevée en février 2019.